# Nikola Baračkov
Nikola Baračkov (serbisch-kyrillisch Никола Барачков; * 11. August 1995 in Novi Sad, BR Jugoslawien) ist ein serbischer Eishockeyspieler, der seit 2019 bei den Tønsberg Vikings unter Vertrag steht und mit dem Klub seit 2021 in der 2. divisjon, der dritten norwegischen Spielklasse, spielt.

## Karriere
Nikola Baračkov begann seine Karriere als Eishockeyspieler beim HK NS Stars in seiner Heimatstadt Novi Sad, für den er in der ungarischen U18-Liga spielte. 2013 wechselte er nach Norwegen, wo er zunächst für den Skedsmo IK in der 2. divisjon, der dritthöchsten Spielklasse des Landes, und nach dem Abstieg 2014 in der 3. divisjon spielte. Nachdem er 2015/16 beim Lørenskog IK in der norwigischen U20-Liga auf dem Eis stand, spielte er 2018/19 für Bergen IK wieder in der 2. divisjon. Seit 2019 steht er bei den Tønsberg Vikings auf dem Eis. Zunächst spielte er mit der Mannschaft aus der Landschaft Vestfold in der zweitklassigen 1. divisjon, musste aber 2021 den Abstieg in die 2. divisjon hinnehmen.

### International
Für Serbien nahm Baračkov an der Division II der U20-Weltmeisterschaft 2015 teil.
Im Herrenbereich spielte Baračkov mit der serbischen Auswahl erstmals bei der Weltmeisterschaft 2019, als den Serben der Aufstieg in die Division I gelang.

## Erfolge und Auszeichnungen
- 2019 Aufstieg in die Division I, Gruppe B bei der Weltmeisterschaft der Division II, Gruppe A